# Grote witkeelmonarch
De grote witkeelmonarch (Myiagra inquieta) is een zangvogel uit de familie Monarchidae (monarchen) die voorkomt in Australië.

## Kenmerken
De vogel is ongeveer 16,5 tot 21 cm lang. Het is een fraai uitziende monarch met een donkere, diepblauwe rug en bovenvleugels. Van onder is de vogel wit, met een zijdeglans, waarbij vooral de witte keel opvalt. Vaak is er een heel licht oker gekleurde vlek in de nek. De snavel is betrekkelijk groot en spits. Onvolwassen vogels zijn dofzwart. Het is een actieve vogel. Zowel de Engelse als de wetenschappelijke naam verwijzen naar onrustig (inquita) gedrag, want de vogel zwaait voortdurend met de staart heen en weer en zet ook vaak de kruinveren op.

## Verspreiding en leefgebied
De grote witkeelmonarch komt voor in het oosten, het zuidoosten en het zuidwesten van Australië. Het is een plaatselijk redelijk algemene vogel van half open landschappen, bos in de buurt van water. In de herfst en winter verspreidt de vogel zich over grotere gebieden en wordt ook gezien in golfterreinen, boomgaarden, bomen langs wegen, parken en tuinen.

## Status
De grote witkeelmonarch  heeft een enorm groot verspreidingsgebied en daardoor alleen al is de kans op de status  kwetsbaar (voor uitsterven) uiterst gering. De grootte van de populatie is niet gekwantificeerd, maar de aantallen nemen af. Echter, het tempo van afname ligt onder de 30% in tien jaar (minder dan 3,5% per jaar). Om deze redenen staat deze monarch als niet bedreigd op de Rode Lijst van de IUCN.

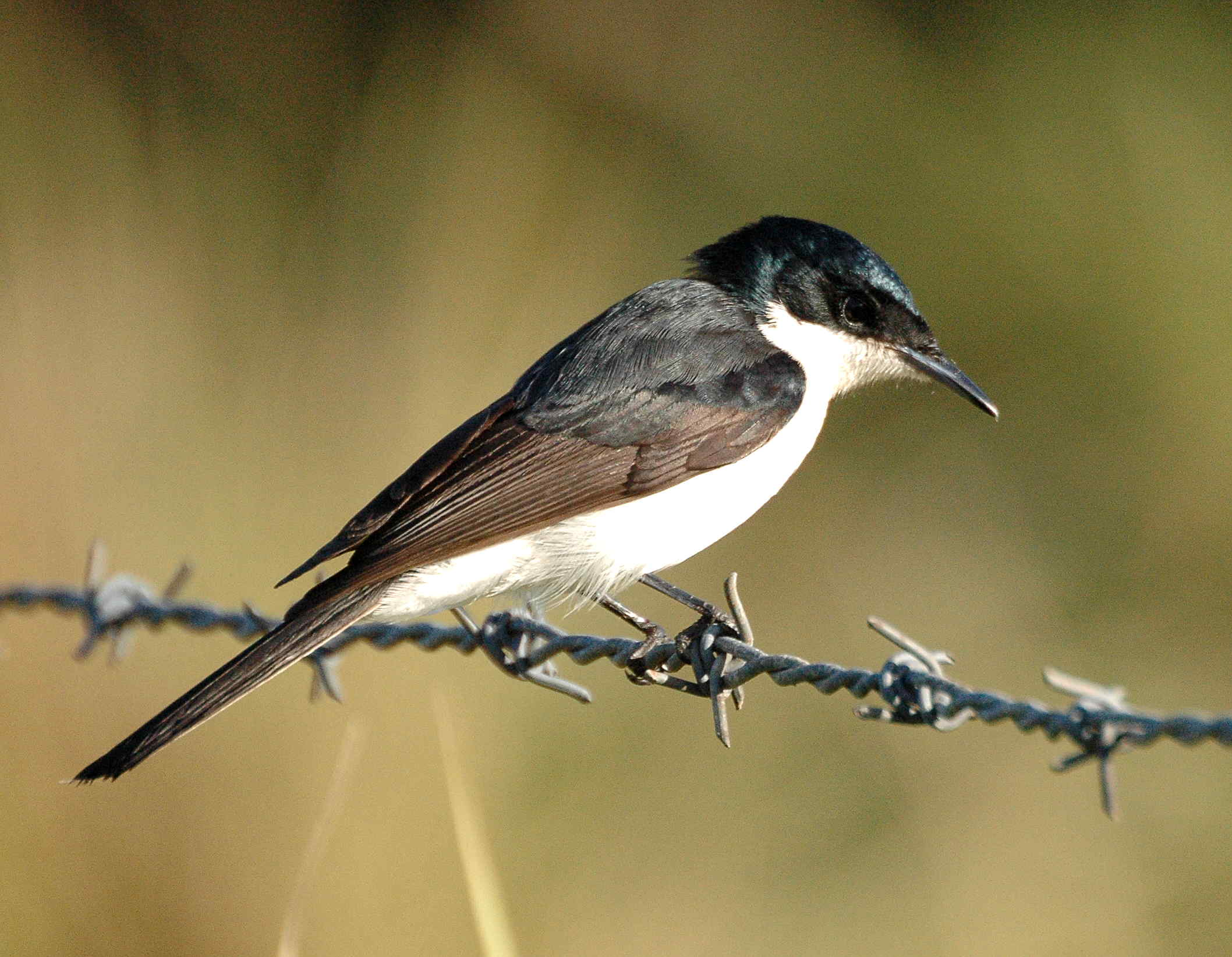
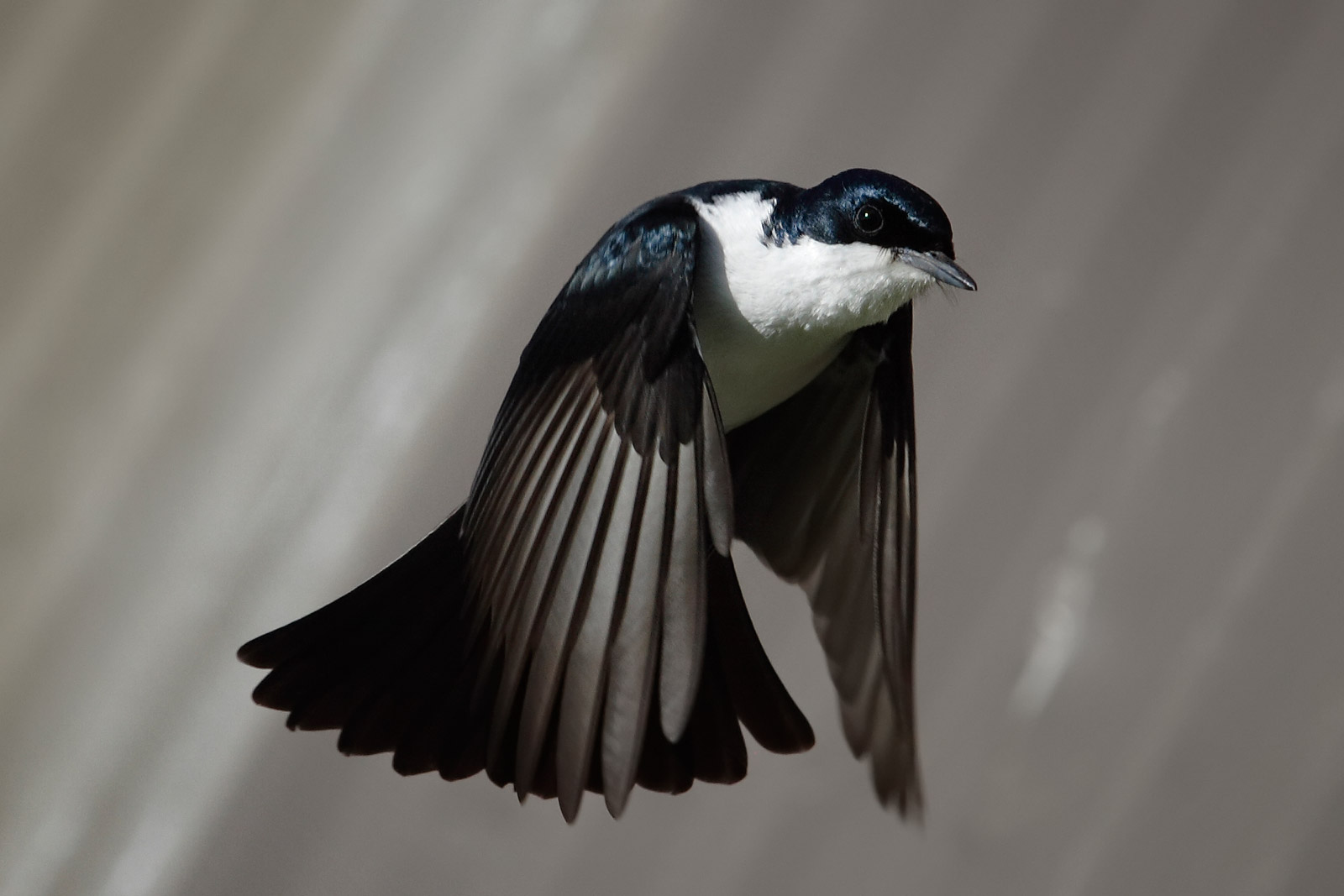